# Penetracja (genetyka)
Penetracja genu – częstość pojawiania się cechy warunkowanej przez dany gen w fenotypie osobnika posiadającego ów gen. Penetracja wyrażana jest jako stosunek liczby osobników posiadających cechę warunkowaną przez dany gen do całkowitej liczby osobników posiadających ten gen. Penetracja genu może być pełna, gdy dany gen przejawia się fenotypowo u wszystkich osobników posiadających ten wariant genu, bądź niepełna, gdy gen ze względu na środowisko przejawia się, bądź też nie.